# 1920年代のバレーボール
< 1920年代
- 1920年代前後:1910年代のバレーボール - 1920年代のバレーボール - 1930年代のバレーボール

## できごと
- 1921年11月19日-20日 - 第1回全日本選手権（男子）を駒場で開催
- 1921年 - チェコバレーボール協会設立
- 1922年 - 呉海軍工廠バレーボール部創部
- 1922年 - RCカンヌ創設
- 1923年5月21日-26日 - 第6回極東選手権競技大会が大阪で開催。オープン競技として女子バレーボールが加わる。
- 1925年 - ソビエトバレーボール協会設立
- 1926年 - ディナモ・モスクワ バレーボールクラブ創設
- 1927年 - 大日本排球協会設立
- 1928年 - アメリカバレーボール連盟設立
- 1929年 - ポーランドバレーボール協会設立
- 1929年 - イタリアバレーボール連盟設立

## 国内大会

### 日本
全日本総合選手権
| 年度 | 男子     | 男子       | 女子       | 女子     |
| ---- | -------- | ---------- | ---------- | -------- |
| 年度 | 優勝     | 準優勝     | 優勝       | 準優勝   |
| 1921 | 神戸高商 | 横浜YMCA   | -          | -        |
| 1922 | 横浜YMCA | 東京YMCA   | -          | -        |
| 1923 | 神戸高商 | 大連排球団 | -          | -        |
| 1924 | 神戸高商 | 横浜YMCA   | -          | -        |
| 1925 | 神戸高商 | 東海商業   | -          | -        |
| 1926 | 神戸高商 | 北畠倶     | -          | -        |
| 1927 | 神戸高商 | 第八高校   | -          | -        |
| 1928 | 神戸高商 | 呉水雷倶   | 愛知淑徳女 | 広島県女 |
| 1929 | 神戸商大 | むつみ倶   | 愛知淑徳女 | 広島県女 |

## 誕生
- 1921年2月12日 - 大松博文 （+1978年）
- 1921年4月10日 - コンスタンチン・リエーバ  （+1997年）
- 1923年11月6日 - アレクサンドラ・チュジナ  （+1990年）